# Castellví de Rosanes
Castellví de Rosanes est une commune de la province de Barcelone, en Catalogne, en Espagne, de la comarque de Baix Llobregat